# Regeneración (biología)

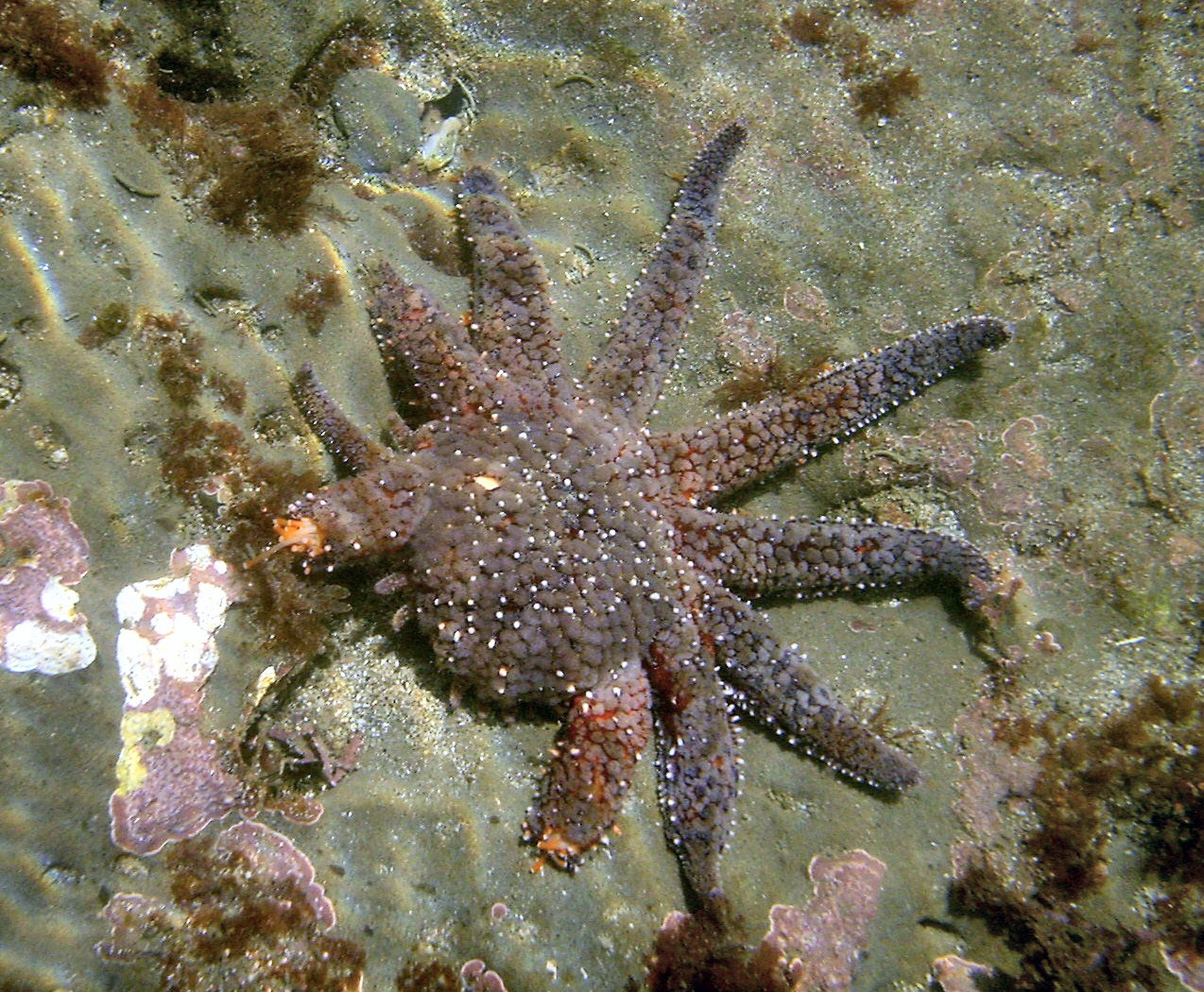
La estrella del mar de la flor del sol regenera sus brazos.

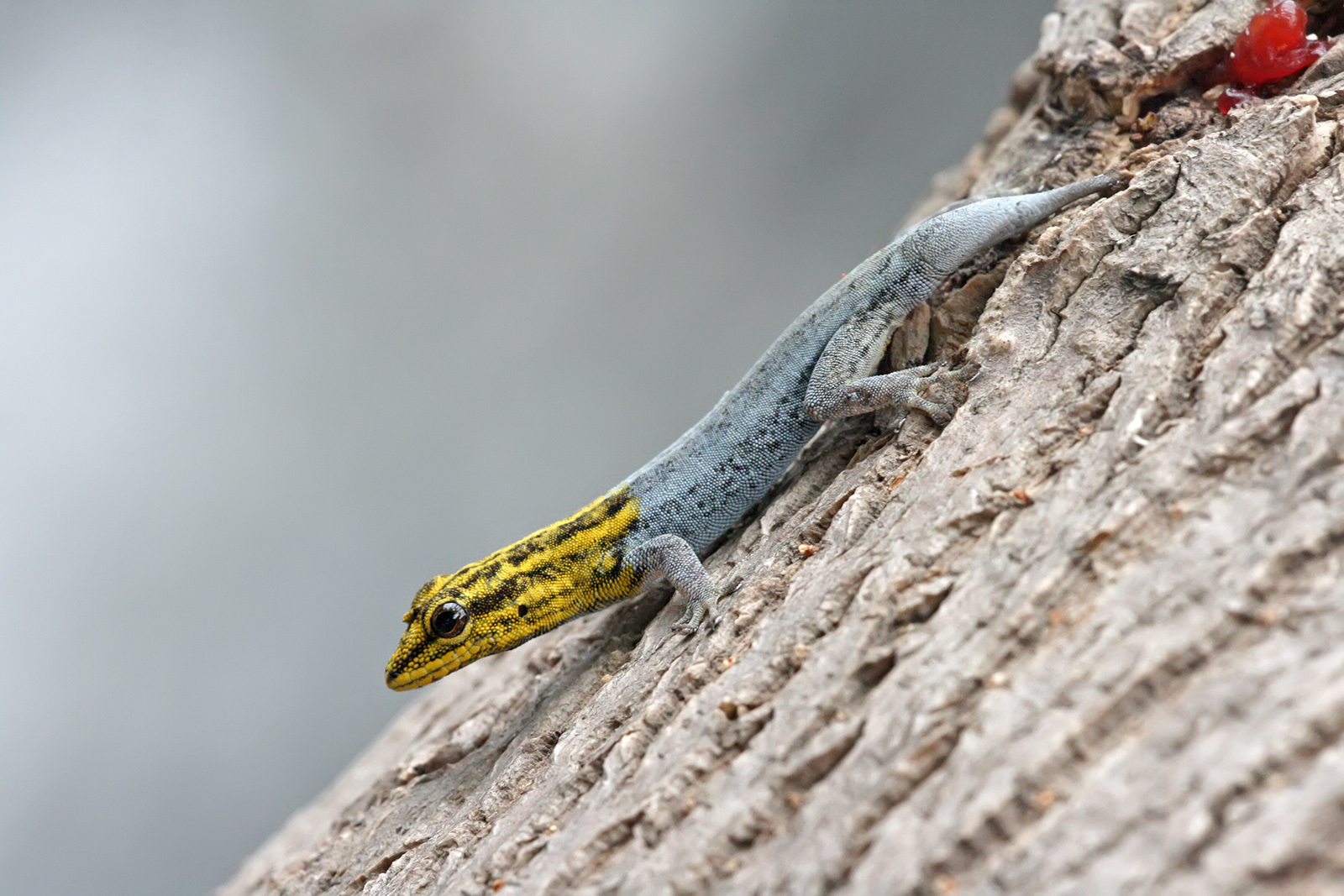
Gecko enano de cabeza amarilla con la cola regenerándose.

En biología, la regeneración es el proceso por el que se recupera la estructura y la función de órganos o partes del cuerpo dañados.
El proceso de regeneración puede ocurrir en múltiples estados, niveles de la organización biológica y la habilidad de los diferentes organismos para regenerar partes faltantes es altamente variable. Sin embargo la capacidad de regenerar al menos alguna estructura es común en todos los filos animales. La regeneración puede darse entonces a nivel celular, de tejido, de órgano, estructura e incluso del cuerpo entero pero en algunos organismos no se da o es altamente limitada. El proceso de regeneración de extremidades faltantes se ha observado en múltiples organismos, salamandras, cangrejos y estrellas de mar entre otros y la regeneración de individuos enteros a partir de pequeños fragmentos se ha observado en planarias y varios cnidarios. Por otro lado hay organismos como las aves y los nemátodos que son prácticamente incapaces de realizar cualquier tipo de regeneración.

## Mecanismos
Existen tres mecanismos mediante los cuales puede darse la regeneración, la epimorfosis, la morfalaxis y el crecimiento compensatorio.
La regeneración por morfalaxis involucra la transformación de partes del cuerpo o tejidos existentes en estructuras nuevas, esta reorganización del patrón está acompañado de un crecimiento nuevo limitado.
El tercer tipo de regeneración puede ser visto como una forma intermedia en la cual las células se dividen pero mantienen sus funciones diferenciadas produciendo células similares y por lo tanto no forman masas de células indiferenciadas.

## Evolución de la regeneración
La presencia de la regeneración en múltiples filos animales así como la amplia presencia de la capacidad de regenerar el cuerpo completo en los linajes de metazoos basales, en varios filos de lophotrochozoos y de deuterostomados nos llevan a pensar que el ancestro de los metazoos tenía una amplia capacidad de regeneración. La distribución filogenética de la regeneración también indica que esta capacidad se restringió y/o perdió en repetidos eventos.
Existen varias hipótesis sobre el mantenimiento de la regeneración, la hipótesis adaptativa, la pleiotropía y la inercia filogenética.
- En la primera hipótesis la regeneración estaría mantenida por selección y por lo tanto la pérdida de la estructura debe ser común, su ausencia debe tener un costo para el organismo y el beneficio de la regeneración debe ser superior a su costo. Un ejemplo de este tipo de estructura serían las colas de lagartijas y salamandras sin embargo en Hydra y en planarias, dos de los grupos de animales con mayores capacidades regenerativas, no hay evidencia de amputaciones en la naturaleza por lo cual en estos casos no se apoyaría la hipótesis adaptativa.

- En la segunda hipótesis se postula que la capacidad de regenerar una estructura particular está fuertemente ligada a otro fenómeno como la reproducción asexual, el crecimiento, la embriogénesis o la regeneración de otra estructura. Clados como los cnidarios donde regeneración y crecimiento se basan en mecanismos similares son candidatos al estudio del mantenimiento de la regeneración por pleiotropía.

- La tercera hipótesis propone que el mantenimiento de la regeneración se da por razones históricas, es decir la regeneración sería un carácter ancestral que no se ha perdido.

### Regeneración en planarias
Uno de los organismos en los cuales el proceso de regeneración ha sido mejor estudiado son las planarias, metazoos que presentan simetría bilateral y pertenecen al filo Platyhelminthes. Desde hace varios siglos se sabe que cuando estos organismos son cortados por el medio, la mitad que tiene la cabeza regenerara una cola y la mitad que contiene una cola regenera la cabeza.
Después de un corte una capa delgada de epitelio cubre la herida, las células epiteliales tanto dorsales como ventrales pierden su morfología característica cuando recubren la herida. En animales con amputaciones se detecta un pico de proliferación celular cerca al lugar de la herida, esto lleva a la producción de un brote epitelial/mesenquimal conocido como blastema de regeneración. La proliferación de células observada está restringida a una población de células pequeñas, altamente indiferenciadas, con núcleos grandes y poco citoplasma. Estas células son conocidas como neoblastos.
Existen dos hipótesis para la fuente de los neoblastos, por un lado estos podrían provenir de la desdiferenciación de células somáticas y por otro lado de la autorrenovación de células madre, la evidencia apunta a que los neoblastos son células madre totipotentes.
La regeneración mediante formación de blastema no forma todas las estructuras de la planaria, es el tejido posterior al blastema el encargado de regenerar otras estructuras remodelándose, es decir mediante morfalaxis. El proceso de regeneración en planarias es entonces el resultado de una combinación de los dos principales mecanismos, la epimorfosis y la morfalaxis.

### Regeneración en salamandras
La regeneración de las extremidades en salamandras se da por epimorfosis, las células son capaces de reconstruir la extremidad completa si es necesario pero también puede reconstruir solo las partes faltantes. Después de la amputación, entre 6 y 12 horas, las células endodérmicas recubren la herida, esta capa conocida como la epidermis de herida prolifera formando un capuchón apical ectodérmico. Durante los días siguientes las células que se encuentran bajo la tapa se desdiferencian formando una masa, el blastema de regeneración. Los genes expresados en tejidos diferenciados son regulados negativamente y la expresión de los genes asociados con la extremidad embrionaria sufre un aumento drástico. Estas células continúan la proliferación y finalmente se rediferencian formando las nuevas estructuras de la extremidad.

### Regeneración en reptiles
Los reptiles pueden regenerar algunas partes de sus cuerpos como por ejemplo, parte de sus miembros; diferentes tipos de tejidos incluyendo células nerviosas; el lente de los ojos; los arcos mandibulares y maxilares en los cocodrilos y lagartijas; el caparazón en algunas tortugas. Sin embargo, lo que más se ha estudiado, es la regeneración de la cola en las lagartijas. Se sabe que estas, sueltan su cola por autotomía para distraer al depredador atacante, por medio de puntos de quiebre preformados en el planos de la cola y una vez amputada la cola se da inicio a la regeneración, pero sin lograr su estructura original (no se regenera hueso), en la mayoría de los casos la regeneración se presenta solo una vez.
El proceso de regeneración se inicia con la migración de células epiteliales alrededor de la herida para formar la capa apical epidermal (o capuchón apical), pocos días después se empieza a formar el blastema debajo de esta capa, generando una estructura cónica, como sucede en los anfibios. El blastema consta de células mesenquimáticas no diferenciadas que se encuentran en mitosis y que se organizan rodeando el epéndimo (capa de células epiteliales) que dará origen a la médula espinal. En un principio las células del blastema empiezan a diferenciarse en la parte proximal de la amputación dando origen a fibroblastos, vasos sanguíneos, células adiposas y células del sistema linfático. Una vez estas células están establecidas, otros tejidos empiezan a formarse y a generar conexiones entre ellos, como la formación de venas y arterias, para luego empezar a formar una masa de cartílago que rodea el epéndimo como continuación de la medula espinal que no se había perdido.
Al mismo tiempo detrás y lateralmente a las células del blastema se empiezan a regenerar las masas musculares a partir de mioblastos derivados de los músculos no amputados, que se separan de los fibroblastos, con los que comparten los agregados celulares provenientes de los músculos. Por afinidad entre ellos, empiezan a fusionarse entre 4 a 8 mioblastos. Posteriormente se alinean y generan los miotubos, mientras que los fibroblastos se agrupan en los extremos de estos para formar el tejido conectivo, llamado miosepto. La última etapa de la regeneración muscular lleva al crecimiento y la organización de estos miotubos, en donde las células han fusionado su citoplasma formando fibras multinucleadas, que se agrupan en miotomos de diámetro similar. Esto es diferente a lo que sucede en anfibios en donde los miotubos se forman de un solo mioblasto para luego volverse multinucleado.
El incremento en núcleos genera el crecimiento del músculo ya que permite una mayor síntesis de ARNm y por lo tanto un mayor número de proteínas contráctiles que generan nuevos sarcómeros en las fibras.
Una vez establecido el muscúlo que soportara la cola del animal, el tejido es recolonizado por células nerviosas que se regeneran a partir de la medula espinal próxima y de los últimos tres ganglios espinales más cercanos a la cola en regeneración. Por últimos estos nervios hacen contacto con todas las otras células dando lugar al crecimiento de la cola que puede completarse entre 3-6 meses. Al mismo tiempo y a medida que va creciendo la cola, van regenerándose las escamas a partir de la epidermis de la cola.
Se ha comprobado que los factores de crecimiento fibroblástico o FGFs (del inglés fibroblast growth factors) 1 y 2 (ácido y básico respectivamente), juegan un papel muy importante en la regeneración de la cola ya que inducen la proliferación celular, y se han visto expresados en tejidos en regeneración como las escamas, músculos, tejidos sanguíneos, nervios y epéndimo atribuyéndosele a este último el papel más importante como conductor del crecimiento de la cola ya que se cree que las neuronas y la médula espinal pueden generar de forma autónoma FGFs que estimulan la proliferación de neuroblastos y a su vez salen de estas zonas y estimulan las células del blastema a la producción de otros FGFs que a su vez activan la capa apical epidermal y ésta a su vez produce más FGFs que van a retroalimentar las células del blastema, siendo de este modo como se produce la proliferación y el crecimiento.

### Regeneración en los mamíferos
En los mamíferos es posible encontrar regeneración compensatoria del hígado. En este caso las partes faltantes no vuelven a crecer, las partes que quedan se agrandan para compensar la pérdida del tejido faltante. Es decir que el hígado se regenera por la proliferación de tejido existente que no se desdiferencian completamente, cada tipo de célula mantiene su identidad y no hay formación de blastema. Una de las proteínas más importantes en la regeneración del hígado es el factor de crecimiento de hepatocito (HGF por sus iniciales en inglés) este es responsable de la inducción de varias proteínas embrionarias.
Algunas partes del cuerpo humano que pueden autorregenerarse son:
- Pelo
- Uñas
- Piel
- Mucosas (bucal, digestivo...)
- Sangre
- Músculo
- Hueso
- Hígado

### Regeneración enHydra
Desde hace años se notó que cuando se cortaba una hidra por la mitad ambos pedazos podían regenerar las partes faltantes e incluso si este organismo era cortado en pequeños pedazos (por lo menos de algunos cientos de células epiteliales) cada uno de estos regeneraría una hidra completa en miniatura. La regeneración temprana en Hydra ocurre siempre en ausencia de síntesis de ADN es decir mediante morfalaxis.

### Regeneración en gusano pantera de tres bandas (Hofstenia miamia)
el gusano pantera de tres bandas tiene una boca anterior, un sistema nervioso con concentración de neuronas en la cabeza, musculatura, faringe, un dorsal sensorial  y un aparato copulatorio ventral masculino.  Hofstenia demostró ser fácilmente susceptible al cultivo de laboratorio, produciendo aproximadamente cuatro embriones por animal por semana, totalizando 100 s de embriones por día en nuestro cultivo de laboratorio. Los embriones eclosionaron en ∼9 días y se convirtieron en adultos sexualmente maduros en ∼8 semanas.  su alta tasa reproductiva y su capacidad total de regeneración le convierte en un modelo de estudio muy interesante e lo que a procesos regenerativos se refiere.
los mecanismos regenerativos del gusano pantera de tres bandas permiten tener una regeneración corporal completa, permitiendo que, tras realizarle un corte longitudinal  partiendo al animal en dos mitades, salgan dos nuevos individuos.
esta regeneración se produce gracias aun GRN (red reguladora de genes) donde se activan miles de genes de regeneración modulado por egr que  tiene un doble factor pionero y regulador. Se ha podido determinar una cascada reguladora de genes egr-runt-nrg-1 en Hofstenia miamia, haciendo que en las primeras 48 horas se active toda la maquinaria para poder regenerar el cuerpo entero gracias al gen Egr.

### Regeneración en el pez cebra (Danio rerio)
El pez cebra tiene la capacidad producir una gran cantidad de crías por cada puesta de huevos y son de fácil mantenimiento en condiciones artificiales. El color transparente de los embriones y su rápido desarrollo por fuera de la madre hacen al pez cebra un organismo modelo para estudiar el desarrollo embrionario. Además, el pez cebra se utiliza frecuentemente en estudios regenerativos debido a su capacidad para regenerar eficientemente diferentes órganos, incluyendo las aletas, la médula espinal, el corazón, el páncreas y la retina.
El mecanismo de regeneración en el pez cebra es bastante similar al que se presenta en los anfibios, incluso a pesar de que las extremidades en ambos grupos de individuos son muy diferentes anatómicamente. Estos peces presentan un alto porcentaje de regeneración dependiendo de la parte que le sea amputada.
Regeneración de aleta: Las aletas están compuestas por rayos óseos (lepidotrichia en inglés), entre cada rayo se encuentran los vasos sanguíneos, nervios, células pigmentadas y fibroblastos. El estudio de la regeneración de aletas en peces inició en el siglo XVIII gracias a René-Antoine Fechaul de Reáumur, quien observó la regeneración de un extremidad en cangrejos de río. Mediante estudios se ha observado que estos organismos pueden regenerar la aleta en su totalidad, incluso si se ha removido el 95% del órgano.
El tipo de regeneración que presenta la aleta del pez cebra es epimórfico, el cual consiste en cuatro etapas:
1. Cierre de la herida
2. Formación de la epidermis de la herida (wound epidermis)
3. Formación del blastema
4. Diferenciación de las células del blastema.

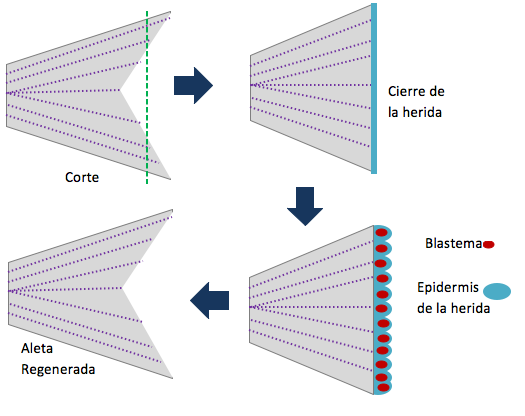
Esquema de la regeneración del pez cebra. La línea verde punteada indica el sitio de corte, luego se muestra la formación de la epidermis de la herida y el blastema. Finalmente se muestra la aleta regenerada en su totalidad.

En la regeneración de aleta, la epidermis controla el estado de diferenciación celular. Luego de realizada la escisión, se da una rápida contracción del epitelio alrededor de la herida mediada por F-actina. Cuanto ese proceso de cierre mediado por la actina finaliza, las células epiteliales de la herida migran para formar la epidermis de la herida (wound epidermis) en esta capa epidérmica de expresa la β-catenina, cuyo trabajo consiste en mantener relaciones intercelulares y facilitar la migración.  Las células de esta capa epidérmica tienen una identidad diferente a la de las células epidérmicas de su alrededor. Se han realizado diferentes estudios donde se evaluó la importancia de esta capa epidérmica. Se ha descubierto que si esta capa epidérmica es extraída, el proceso de regeneración será detenido. Bajo dicha capa empieza a formarse el blastema. Sobre la naturaleza de esta masa celular se manejan dos hipótesis: la primera plantea que el blastema se forma a partir de un conjunto de células madre en estado latente que se activan cuando se realiza la amputación; la segunda plantea que el blastema se origina a partir de células mesenquimáticas que sufren un dediferenciación.  Actualmente se apoya la segunda hipótesis. De acuerdo con lo anterior, luego de dediferenciarase, las células del blastema sufren nuevamente una diferenciación para reemplazar los tejidos removidos.  La transición del estado de blastema al estado de extensión presenta cambios tanto morfológicos como moleculares, dentro de estos últimos se encuentran cambios en la expresión de diferentes genes en los dos estadios así como la expresión de nuevos genes. Durante la formación del blastema la expresión del factor de crecimiento fibroblástico de la herida (wfgf) es baja, mientras que en la etapa de extensión es mucho mayor; wnt3a no se expresa durante la formación del blastema pero sí en la extensión. El blastema está dividido en tos zonas: distal y proximal. Se presume que en la zona proximal es donde se da la diferenciación de las células mesenquimáticas aunque aún no se sabe con certeza cómo se da este proceso.
Se ha evidenciado que diferentes grupos de genes expresados durante el desarrollo de estructuras óseas en las aletas del pez cebra vuelven a expresarse en el momento de la regeneración. También se ha evidenciado la importancia de los factores de crecimiento de fibroblastos (FGF), puesto que están involucrados en la señalización para la formación del blastema. Por ejemplo el receptor 1 del factor de crecimiento fibroblástico es de vital importancia para la proliferación de células mesenquimáticas y consecuente formación del blastema. También se ha encontrado que la expresión de genes de la familia msx (involucrados en el desarrollo de las extremidades en los vertebrados) mantienen indiferenciadas las células distales de la extremidad en formación.
La tasa de regeneración también puede verse influenciada por factores ambientales, a una temperatura de 33 °C ocurre casi el doble de rápido que a una temperatura de 25 °C. La regeneración de este órgano también es dependiente de la angiogénesis (formación de vasos sanguíneos)
Regeneración de corazón: El pez cebra exhibe la mayor capacidad para regenerar el corazón descrita en un vertebrado. En la actualidad, es un modelo ampliamente utilizado para estudiar los mecanismos moleculares que posibilitan la recuperación estructural y funcional del músculo cardiaco. 
La regeneración de corazón presenta algunos procesos similares a los presentados en la regeneración de las aletas. Ésta se produce en la parte distal de la herida y el músculo es restaurado a partir de miocitos. Se han realizado diferentes experimentos eliminando parte del ventrículo, la respuesta que este tejido presenta ante la lesión consiste en hiperplasia, que es en otras palabras la creación de nuevos cardiomiocitos.
Inicialmente, un coágulo de fibrina se forma en el sitio de la herida. A diferencia de los mamíferos, esta capa de fibrina no es reemplazada por tejido cicatricial, de hecho muy poco colágeno permanece en la herida luego de hacerse la lesión. Dicha capa de fibrina es reemplazada posteriormente por músculo cardiaco nuevo; este proceso tiene una duración de uno a dos meses. La herida induce el inicio de la fase S del ciclo celular en los cardiomiocitos Recientemente, experimentos de trazado de linaje utilizando la tecnología Cre-loxP han permitido identificar a los cardiomiocitos preexistentes como la fuente de nuevos cardiomiocitos en el área regenerada. 
También se ha encontrado que otros tipos celulares presentes en el corazón están involucrados en la regeneración. Se ha encontrado que las células del epicardio (la capa externa del corazón) son bastante plásticas ya que pueden volverse células mesenquimáticas, migran hacia el sitio de la herida y contribuyen a la formación de musculatura cardiaca en el sitio del daño así como la formación de vasos coronarios. Esta migración y proliferación es causada por dos genes expresados durante el desarrollo del miocardio (tbx18 y raldh2), los cuales vuelven a expresarse luego de la generación del daño. Los factores de crecimiento fibroblástico también son de vital importancia, como se observó en la regeneración de las aletas. En la regeneración de tejido cardiaco, los FGF son necesarios para la actividad epicárdica durante la regeneración; experimentos han demostrado que los FGF dirigen la transición del estado epicárdico de las células al estado mesenquimal, así como fomenta la migración de estas hacia el sitio de la lesión. Además de los FGF, la producción de la proteína Timosina β-4 es inducida en la herida y genera la compactación del miocardio.

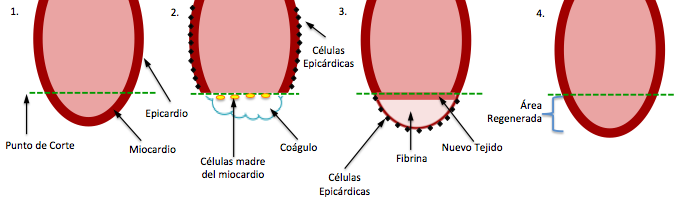
Esquema general de la regeneración del corazón del pez cebra. 1) Vista de una región del ventrículo. 2) Formación del coágulo, activación y migración de células del epicardio, activación células madre del miocardio. 3) Formación de la capa de fibrina y nuevo tejido muscular. 4) Ventrículo regenerado.

Regeneración de retina: A diferencia de los mamíferos, la retina de los peces teleósteos crece a lo largo de toda su vida, la regeneración de la retina es un rasgo presente tanto en peces teleósteos como en urodelos.
Una de las maneras de generar daños en la retina de los peces es exponiéndolos a altas intensidades de luz, de esta forma se induce la apoptosis tanto de conos como bastones El tiempo de regeneración varía dependiendo del método por el cual se produzca la degeneración del tejido. Inicialmente se creía que la generación de nuevas células retinales estaba relacionada con la proliferación de células progenitoras de bastón, lo cual sugería que estas células eran la principal fuente de células regenerativas de retina. Trabajos en los últimos años indican que las células de la glía de Müller responden rápidamente frente a daños en la retina mediante el progreso del ciclo celular la proliferación y producción de células madre de la capa nuclear interna de la retina. Es posible que la proliferación de células progenitoras de bastón como las de la capa nuclear interna de la retina dependa del grado del daño realizado en la retina. Algunos de los genes que se expresan durante el desarrollo embrionario de la retina (Notch, delta, rx1 vsx2, N-cadherina) también se expresan durante la regeneración de fotorreceptores en el pez cebra.
Luego de la remoción o degeneración de la retina, se presenta proliferación tanto de células de la glía de Müller en la capa nuclear interior y exterior de la retina, posteriormente las células de Müller dirigen a las células proliferativas a diferentes puntos de la herida. Estas células proliferatuivas son las que darán origen a las nuevas células de la retina, ya que se propone que éstas tienen el potencial de células madre. Este mecanismo es diferente a otros tipos de regeneración como el epimórfico.
Las células gliales de la retina sufren una dediferenciación y forman células madre neuronales, las cuales pueden regenerar posteriormente fotorreceptores. No sólo las células gliales están involucradas en este proceso, cuando se aíslan experimentalmente estas células de otros tejidos oculares, células no neuronales pueden sufrir reprogramación para formar retina nuevamente. Los mecanismos de señalización que inducen el ciclo celular en las células gliales aún no se conoce, aunque en base en el estudio a otros organismos, se propone que FGF2 y que factores de crecimiento insulínico podrían estar involucrados en dicha señalización.